# Bupleurum salicifolium

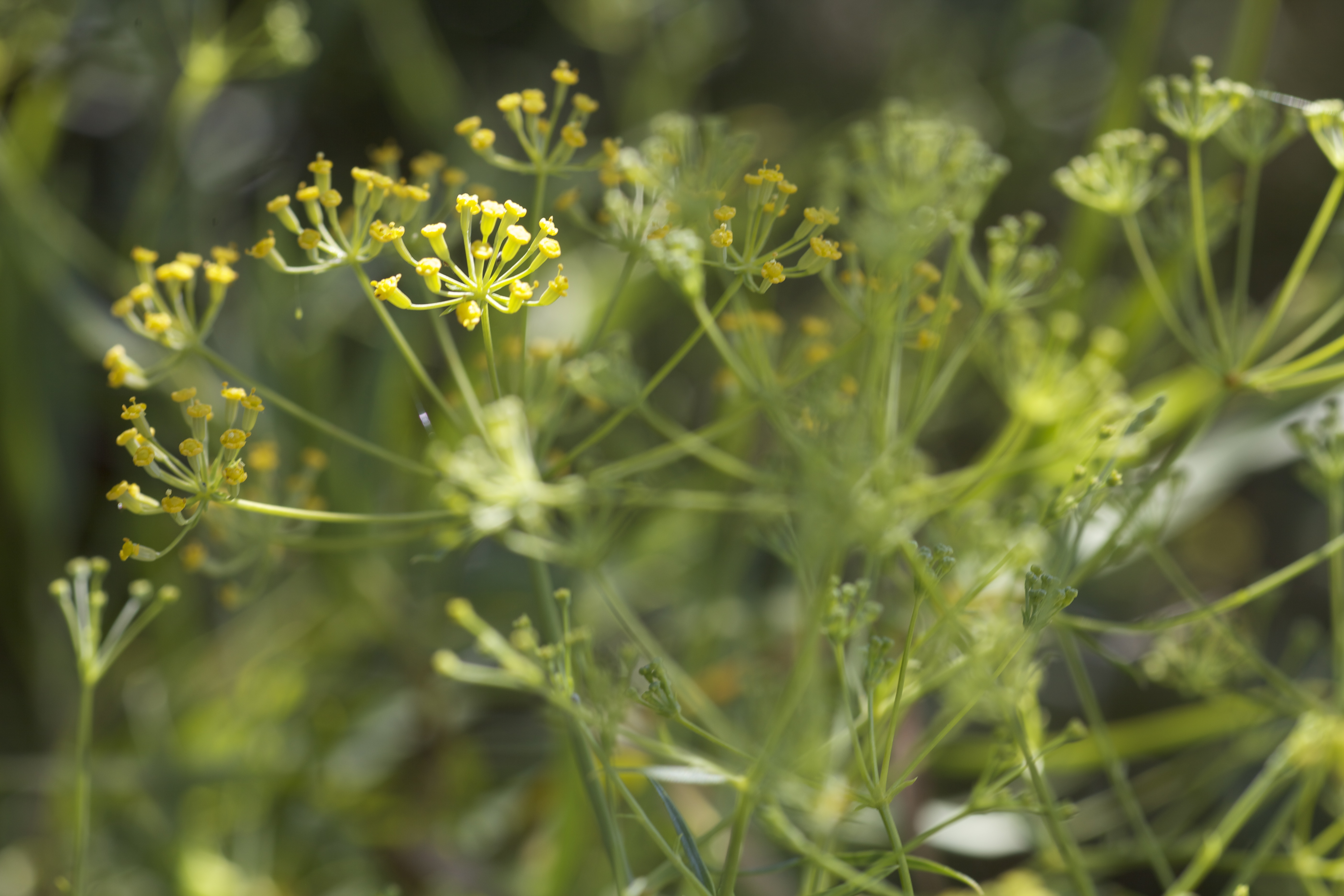
Inflorescència

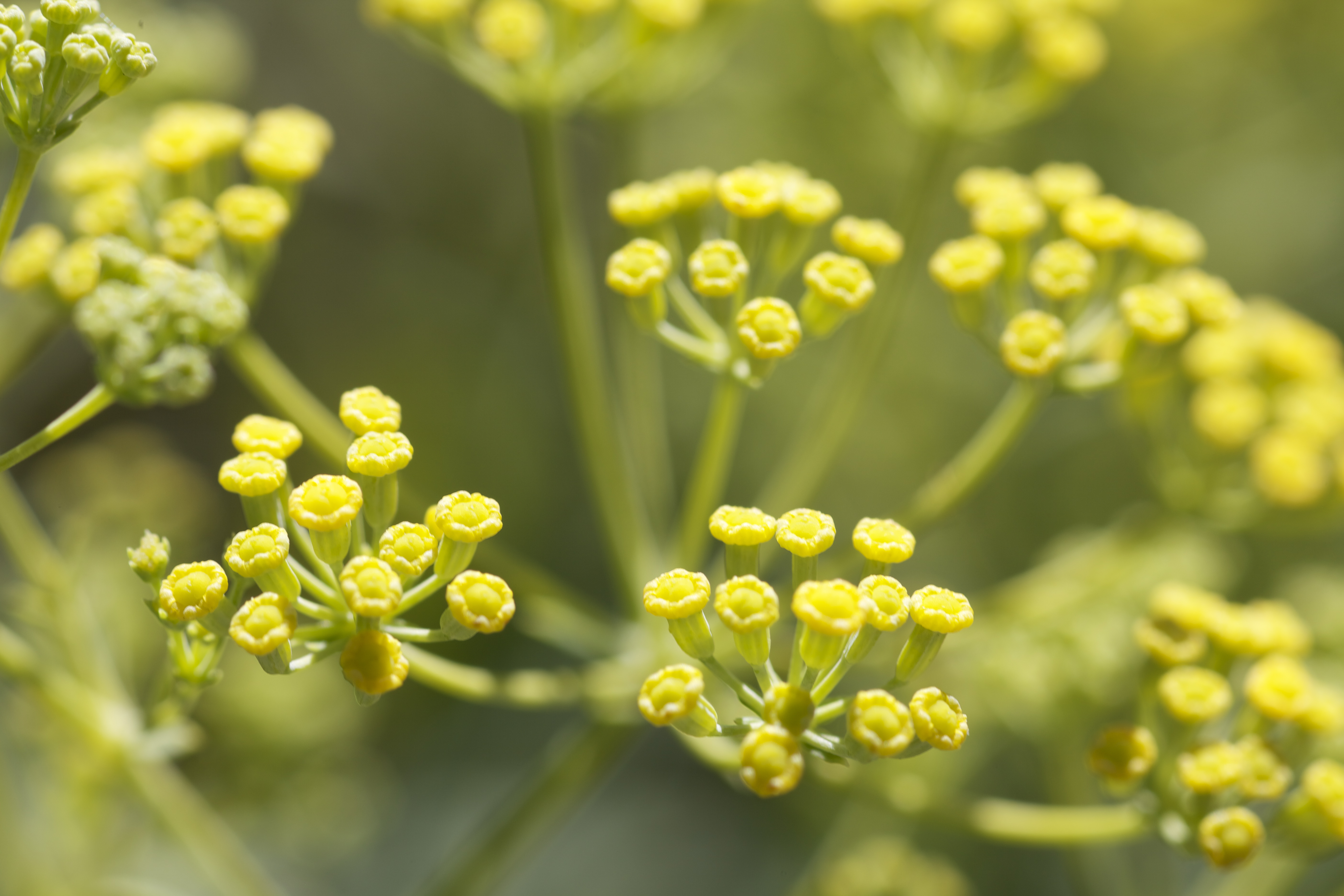
Visió de la umbel·la composta.

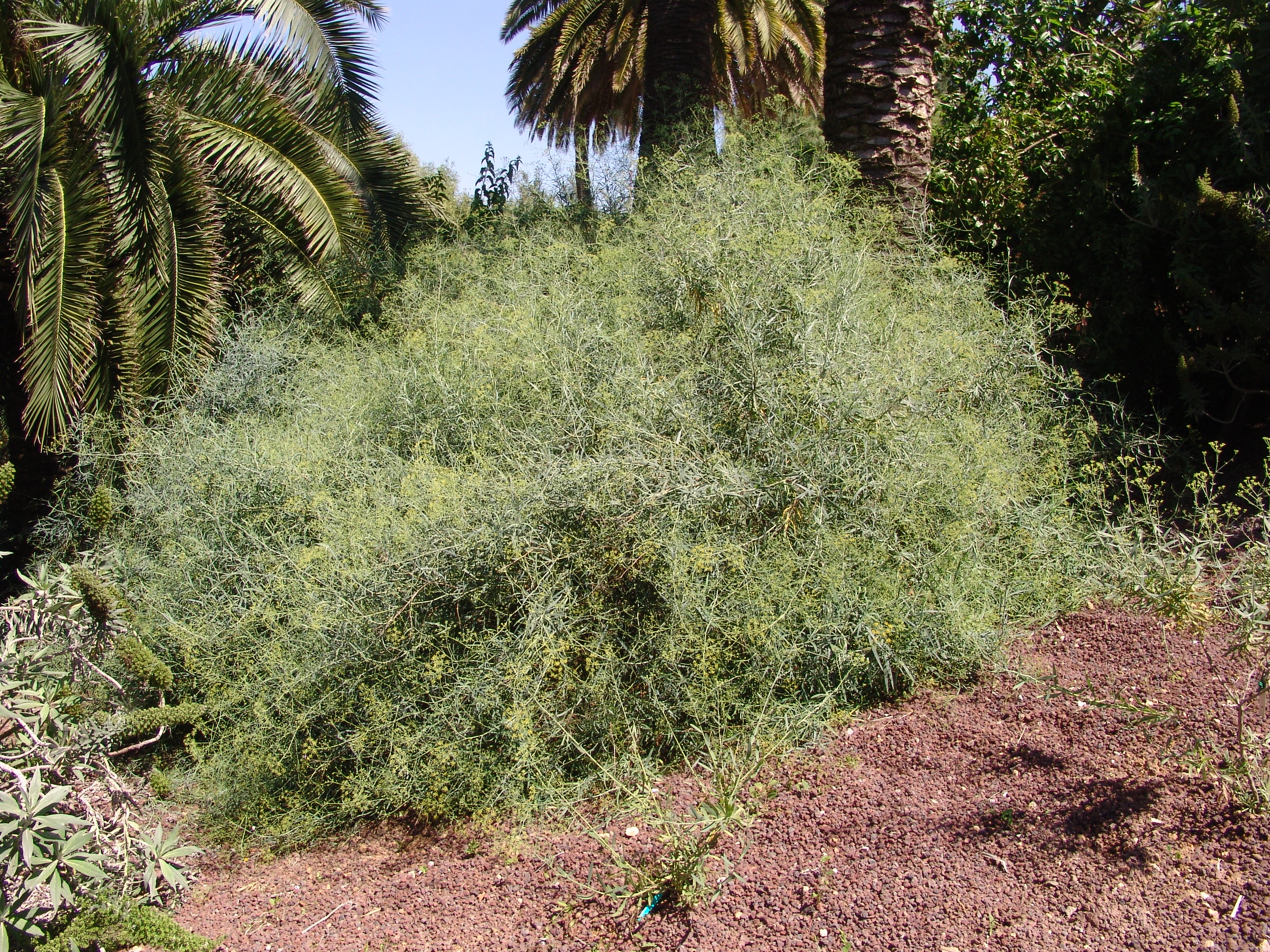
Conjunt de peus de B. salicifolium.

Bupleurum salicifolium és una espècie de planta de la família de les Apiàcies, endèmica de les Illes Canàries i l'arxipèlag de Madeira. És un matoll perenne que creix des dels pins bassals fins als pinars.